# Attention (canção de Doja Cat)
"Attention" é uma canção da rapper e artista musical estadunidense Doja Cat, contida em seu futuro quarto álbum de estúdio Scarlet (2023). Foi composta pela própria intérprete com os produtores Y2K e Rogét Chahayed. A faixa foi lançada como o primeiro single promocional do álbum em 16 de junho de 2023, através das gravadoras Kemosabe e RCA Records. Marcando um afastamento do que ela descreveu como "ganhar dinheiro" e "pop medíocre", "Attention" é uma canção de hip hop inspirada na década de 1990, com uma batida boom bap na qual Doja Cat aborda inúmeras críticas e controvérsias que a cercam, incluindo mudanças em sua aparência, sua presença nas redes sociais e comparações com a rapper compatriota Nicki Minaj.

## Antecedentes
Doja Cat lançou seu terceiro álbum de estúdio, Planet Her, em junho de 2021, alcançando tanto sucesso crítico quanto comercial. O primeiro single, "Kiss Me More", com participação de SZA, tornou-se o sucesso feminino com mais tempo no top 10 da parada norte-americana Billboard Hot 100 e recebeu o Grammy Award para Melhor Performance de Dupla/Grupo Pop. Após receber críticas de que ela era "muito pop" para ser considerada uma rapper e sentir-se desiludida com o gênero pop, Doja Cat optou por fazer seu próximo álbum "predominantemente rap", como mencionado em uma entrevista de 2022 para a revista Elle. Ela também afirmou no Twitter que não faria mais música pop.
Em 17 de abril de 2023, Doja Cat compartilhou trechos de várias canções em uma transmissão ao vivo no Instagram e postou uma lista com 19 faixas consideradas para seu próximo álbum, incluindo "Attention". Em 24 de maio, ela começou a especular o lançamento com tweets que combinavam um emoji de gota de sangue com as mensagens "scarlet was here" e "scarlet's watching", seguidas por "let myself heal, scar finally sealed". Em 12 de junho, o link de pré-save para "Attention" vazou antecipadamente; no dia seguinte, Doja Cat anunciou oficialmente a faixa com sua capa ensanguentada, juntamente com a data de lançamento para 16 de junho de 2023.

## Faixas e formatos
O download digital e streaming de "Attention" apresenta apenas a versão em estúdio da faixa, enquanto o CD single dos Estados Unidos além de conter a versão em estúdio da obra, também apresenta a versão clean e instrumental.
| Download digital / streaming |             |         |  |
| N.º                          | Título      | Duração |  |
| 1.                           | "Attention" | 4:37    |  |

| CD single |                            |         |  |
| N.º       | Título                     | Duração |  |
| 1.        | "Attention"                | 4:37    |  |
| 2.        | "Attention" (clean)        |         |  |
| 3.        | "Attention" (instrumental) |         |  |

## Histórico de lançamento
| Região         | Data                | Formato(s)                 | Gravadora(s) | Ref.   |
| -------------- | ------------------- | -------------------------- | ------------ | ------ |
| Várias         | 16 de junho de 2023 | Download digital streaming | Kemosabe RCA | [ 12 ] |
| Estados Unidos | 16 de junho de 2023 | CD single                  | Kemosabe RCA | [ 13 ] |